# (4155) Watanabe
(4155) Watanabe (1987 UB1) – planetoida z grupy pasa głównego asteroid okrążająca Słońce w ciągu 3 lat i 291 dni w średniej odległości 2,43 j.a. Została odkryta 25 października 1987 roku w Kushiro przez Seiji Uedę i Hiroshi Kanedę. Nazwa planetoidy pochodzi od Kazurō Watanabe, japońskiego astronoma odkrywcy wielu asteroid.